# El pecado original (Tintoretto)

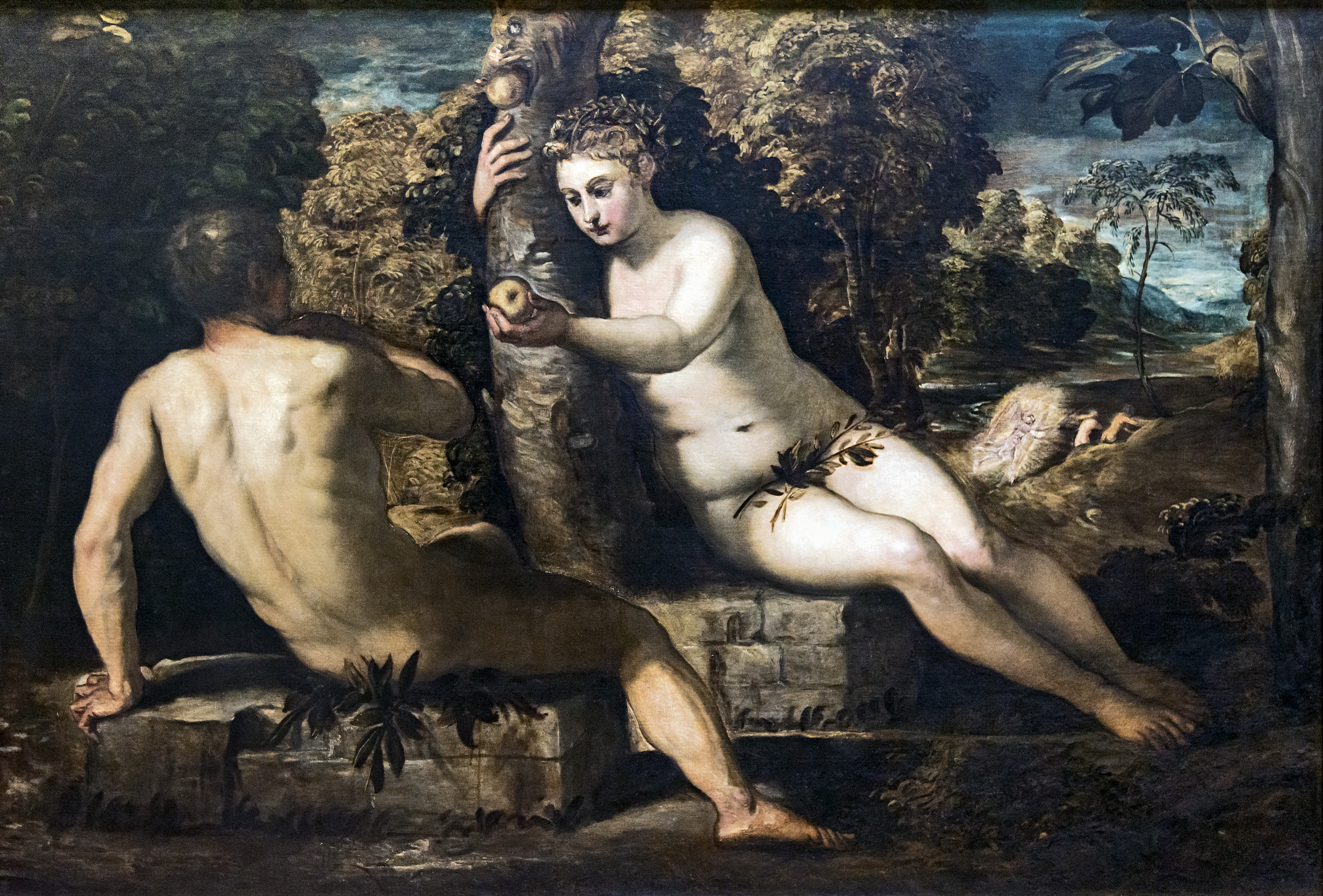
Adán y Eva de Tintoretto; 1550 aprox.

El Pecado original es una de las pinturas más conocidas del pintor italiano Jacopo Tintoretto.
La pintura muestra la escena del Pecado original cometido por la primera pareja humana: Adán y Eva. El motivo tomado del libro del Génesis fue uno de los más populares en la pintura europea; es uno de los pocos episodios del Antiguo Testamento donde un hombre y una mujer desnudos aparecen uno al lado del otro. Tintoretto representó a los personajes de acuerdo con la tradición iconográfica. Las figuras aparecen aquí sentadas sobre un murete bajo semicircular que rodea el árbol del conocimiento del que Dios les había prohibido comer. Colocó a Adán en el lado inferior derecho del tronco, pero su figura está sentada de espaldas al espectador, lo cual es una rareza en el arte. Eva está sentada frente a Adán, ligeramente más arriba, del lado izquierdo superior, simbolizando el pecado. Ha sido engañada por el diablo para que tome la fruta y sus ojos están fijos en la manzana que tiene en la mano izquierda; para ofrecérsela a Adán, se reclina contra el árbol ayudándose con la otra mano. Arriba, el artista representó al tentador, en forma de cabeza de animal con otra fruta en su boca. Adán, vuelto hacia Eva, se apoya en la mano izquierda para no caer, pues retrocede y mira la fruta en actitud tímida y pensativa.
En el fondo a la derecha hay una pequeña escena con lo sucedido posteriormente, como consecuencia del pecado cometido. Adán y Eva son castigados con la expulsión del Paraíso, perseguidos por un ángel radiante con una espada de fuego.